# Space age pop
Space age pop es un término usado para referirse a un género musical asociado a ciertos compositores (principalmente estadounidenses) de la "Era Espacial" de los años 50 y años 60. El space age pop es a veces llamado bachelor pad music o lounge, y es considerado un subgénero del easy-listening. El género está inspirado por el optimismo de la época y los desarrollos tecnológicos, que trajeron como consecuencia mucha excitación sobre las incursiones espaciales. En esa época también se comenzaban a probar nuevos sistemas de alta fidelidad, por lo que se utilizaban esas innovaciones para crear un sonido futurista. El género toma elementos de música clásica (como la de Ravel y Debussy, las big bands de los años 40 y de estilos "exóticos" como la samba y el calipso jazz. También se usan instrumentos exóticos. Algunos de los compositores más conocidos del género son Juan García Esquivel, Henry Mancini, Bruce Haack, Lucia Pamela y Dick Hyman.
El estilo tuvo un renacer durante los años 90 gracias a la banda inglesa de post-rock Stereolab, que incorporó elementos del estilo en su música.